# Крылоногие
Крылоно́гие (лат. Pteropoda) — отряд морских пелагических моллюсков из подкласса Heterobranchia.

## Описание
Передвигаются с помощью плавных взмахов двух расположенных около рта крылообразных плавников. Раковина сохраняется в зачаточном состоянии у всех крылоногих. У некоторых из них со временем исчезает полностью, на чём основывается классификация крылоногих: покрытотелые (текосомата) и голотелые (гимносомата). К первой группе принадлежат виды со спирально закрученной тонкой раковиной — лимацина, к числу безраковинных относится более крупный клион (морской ангел), который питается лимациной.
Все крылоногие имеют хорошо развитые статоцисты и являются протерандрическими гермафродитами.
Крылоногие предпочитают холодные арктические и антарктические моря, где часто сбиваются огромными массами, что облегчает их потребление более крупными животными (гренландский кит может поглотить до 1,8 тонны за день).

## Классификация
На июль 2018 года в отряд включают следующие подотряды и надсемейства:
- Подотряд Euthecosomata Meisenheimer, 1905
  - Надсемейство Cavolinioidea Gray, 1850 (1815)
  - Надсемейство Limacinoidea Gray, 1840
- Подотряд Gymnosomata Blainville, 1824 — Гимносоматы, или голые птероподы[1]
  - Надсемейство Clionoidea Rafinesque, 1815
  - Надсемейство Hydromyloidea Pruvot-Fol, 1942 (1862)
- Подотряд Pseudothecosomata Meisenheimer, 1905
  - Надсемейство Cymbulioidea Gray, 1840